# チュレンショフツィ
チュレンショフツィ（Črenšovci, ハンガリー語：Cserföld）は、スロベニアの市である。